# آزرا
آزرا (به فرانسوی: Azérat) یک کمون در فرانسه است که در canton of Auzon واقع شده‌است. آزرا ۱۸٫۱۱ کیلومتر مربع مساحت دارد.